# Sounding the Seventh Trumpet
Sounding the Seventh Trumpet è il primo album in studio del gruppo musicale statunitense Avenged Sevenfold, pubblicato nel 2001 dalla Good Life Recordings.
L'album è stato successivamente ripubblicato nel 2002 dalla Hopeless Records, con una riregistrazione della prima traccia To End the Rapture realizzata con il chitarrista Synyster Gates, neogiunto nella formazione.

## Tracce
Testi di Matt Shadows, musiche di Matt Shadows, Zacky Vengeance e Avenged Sevenfold, eccetto dove indicato.
1. To End the Rapture – 1:24
2. Turn the Other Way – 5:37
3. Darkness Surrounding – 4:49
4. The Art of Subconscious Illusion – 3:46
5. We Come Out at Night – 4:45
6. Lips of Deceit – 4:09
7. Warmness on the Soul – 4:20
8. An Epic of Time Wasted – 4:20
9. Breaking Their Hold – 1:12
10. Forgotten Faces – 3:27
11. Thick and Thin – 4:15
12. Streets – 3:07 (musica: Matt Shadows, Successful Failure)
13. Shattered by Broken Dreams – 7:08

## Formazione
- Edizione del 2001[2]

Gruppo
- Matt Shadows – voce, melodie, chitarra acustica, tastiera
- Zacky Vengeance – chitarra
- Justin Sane – basso, pianoforte
- The Reverend Tholomew Plague – batteria, scream aggiuntivi (traccia 4)

Altri musicisti
- Valary DiBenedetto – scream aggiuntivi (traccia 4)

Produzione
- Donnell Cameron – produzione, ingegneria del suono, missaggio
- Avenged Sevenfold – produzione, ingegneria del suono, missaggio, mastering
- Henrah Kruzchev – assistenza tecnica
- Ramone Breton – mastering

- Edizione del 2002[3]

Gruppo
- M. Shadows – voce, chitarra acustica, tastiera
- Zacky Vengeance – chitarra
- Synyster Gates – chitarra (traccia 1)
- The Reverend Tholomew Plague – batteria, scream aggiuntivi (traccia 4)
- Dameon Ash – basso (solo accreditato)

Altri musicisti
- Valary DiBenedetto – scream aggiuntivi (traccia 4)

Produzione
- Donnell Cameron – produzione, ingegneria del suono, missaggio
- Avenged Sevenfold – produzione, ingegneria del suono, missaggio, mastering
- Henrah Kruzchev – assistenza tecnica
- Ramone Breton – mastering